# Dobrota
Dobrota je grad u općini Kotor u Crnoj Gori.

## Povijest
Za doba mletačke vlasti, nalazila se u komuni, zajedno s Kotorom, Prčnjem i Perastom. Istaknute obitelji iz Dobrote koje su obilježile društvenu i gospodarsku povijest svojih matičnih sredina širega područja istočnoga Jadrana i Sredozemlja su Dabčevići, Dabinovići, Ivanovići, Kamenarovići, Radimiri, Tripkovići i druge.
Vrhunac dobrotskog brodarstva bio je početkom 19. stoljeća, kada je Dobrota bila vodeća u Boki, imala 35 brodova ukupne nosivosti 5172 tone te imala 443 prijavljenih članova posada i bila među vodećima brodarskim središtima istočnojadranske obale. Dobrotske obitelji postigle su toliku moć da su zamijenile kotorsku vlastelu u svim sastavnicama društvenog i kulturnog života.
Nositelji pomorskog gospodarstva i trgovačke djelatnosti u vremenima uzleta dobrotskog gospodarstva krajem 18. i početkom 19. stoljeća bili su predstavnici 26 starih dobrotskih rodova (bratstava): Andrić, Dabčević, Dabinović, Dobrilović, Ilić, Ivanović, Ivanović-Moro, Janošević, Kamenarović, Klačević, Kosović, Marović, Matović, Mijaljević, Milošević, Milović, Oparenović, Pasinović, Petričević, Petrović, Radimiri, Radoničić, Tomić, Tripković, Vicković i Vulović. Kriza brodarstva uslijedila je napoleonskim osvajanjima, pomorskom blokadom, plijenjenjima brodova koje su sprovodili i Francuzi i Englezi, prekidanje starih trgovačkih veza. Ni za austrijske se vlasti nije mnogo popravilo, a prvi pokušaji oporavke zbili su se te poslije 1850. godine.

## Kultura

### Crkve
- Crkva sv. Mateja
- Crkva sv. Eustahija
- Crkva Sv. Ilije
- Crkva Gospe od milosrđa
- Crkva sv Petra i Pavla
- Crkva sv Mihaila

### Barokne palače
U Dobroti su barokne palače:
- "Krivi palac"
- Kuća Vida Lušina (zgrada Centralne komisije)
- Palača Dabinović (Kokotova kula)
- Palača Dabinović (lokalitet Plagenti)
- Palača Ivanović (lokalitet Marović)
- Palača Ivanović (kod crkve sv. Eustahija)
- Palača Kamenarović
- Palača Milošević
- Palača Radoničić-Milošević
- Palača Radoničić
- Palača Tripković

U Dobroti je još kulturnih dobara II. i III. kategorije.

### Ostalo
- Dobrota je poznata po svojoj čipki.[6]
- Etno zbirka obitelji Radimir.[7][8]

## Gospodarstvo
Glavne gospodarske aktivnosti u Dobroti, od osnivanja mjesta pa do početka 18. stoljeća, vezane su za more i zemlju, odnosno za ribarstvo i zemljoradnju. Izlovljenu ribu i plodove škrte zemlje mještani bi uglavnom plasirali na kotorskoj tržnici, no to je bila trgovina manjeg obujma i sa zarađenim su ondašnji težaci i ribari mogli pokrivati tek najnužnije potrebe, poglavito kad imamo na umu da su bili obvezni plaćati određenu vrstu poreza vlastelinima iz Kotora. Do preokreta dolazi nakon ratova s Turcima u Južnom Jadranu, tijekom kojih su se Dobroćani istaknuli kao vješti pomorci i neustrašivi ratnici. Pokazano junaštvo nagrađeno je promjenom statusa naselja u okviru administrativnog ustroja Mletačke Republike, tj. samostalnošću u odnosu na grad. Procvat, vezan u prvom redu za trgovanje na relaciji albanske luke - Venecija, traje sve do pada Venecije i u tom je razdoblju Dobrota poprimila obrise urbane cjeline.

## Stanovništvo
Djelomično napuštanje tradicionalnih zanimanja (ribarstva i zemljoradnje) i intenzivnije bavljenje pomorstvom, te dobivanje statusa samostalne općine u osamnaestom stoljeću, u izvjesnoj je mjeri promijenilo i demografsku sliku Dobrote. Tako je tijekom popisa 1726. evidentirano 715 stanovnika, da bi ih 1748. bilo 1665.   
Na ovakav porast stanovništva svakako su utjecale promijenjene okolnosti, jer je stanovnicima pružena šansa za dobru zaradu i poboljšanje kvalitete života. Predvodnici ekonomskog razvitka u to doba bili su uglavnom pripadnici starih dobrotskih bratstava: Andrića, Dabčevića, Dabinovića, Dobrilovića, Ilića, Ivanovića, Ivanovića-Moro, Janoševića, Kamenarovića, Klačevića, Kosovića, Marovića, Matovića, Mijaljevića, Miloševića, Milovića, Oparenovića, Pasinovića, Petričevića, Petrovića, Radimira, Radoničića, Tomića, Tripkovića, Vickovića i Vulovića.
Aktualni demografski pokazatelji (popis iz 2003. godine) svjedoče o zanimljivoj promjeni strukture stanovništva Dobrote. 
- Crnogorci - 4.428
- Srbi - 2.067
- Hrvati - 535
- Jugoslaveni - 51
- Muslimani - 35
- Albanci - 32
- Makedonci - 14
- Mađari - 14
- Rusini - 14
- Romi - 11
- Talijani - 9
- Nijemci - 7
- Slovenci - 7
- Egipćani - 5
- Bošnjaci - 3
- drugi - 57
- neopredijeljeni - 801
- regijski opredijeljeni - 42
- nepoznato - 37

## Poznate osobe
- obitelj (po ocu) poznate čelnice hrvatskog proljeća, "prve ruže Hrvatske", Savke Dabčević-Kučar, su poznati brodovlasnici i kapetani iz Dobrote.
- Gracija Ivanović, kotorski apostolski administrator
- don Branko Sbutega - katolički svećenik iz Boke kotorske, župnik župe svetog Eustahija u Dobroti
- Ćiro Kamenarović, političar i gospodarstvenik
- Irena Kamenarović, hrvatska dirigentica
- Ivan Kamenarović, hrvatski matematičar
- Ivan P. Kamenarović, fra. sinolog na Sorbonni
- Jozo Nikov Kamenarović, načelnik Dobrote, poginuo je u sukobu s ulcinjskim gusarima, opjevao ga A. K. Miošić
- Pavao Božov Kamenarović (1820. – 1908.) brodovlasnik, rodoljub, pjesnik
- Pavao Đurov (Jurjev) Kamenarović (1696. – 1787.) mecena
- Vid Božov Kamenarović, hrvatski pomorski poduzetnik
- Anton Božov Radimir, (1766. – 1833.) kapetan, trgovac, brodovlasnik, mecena
- Božo Antonov Radimir, (1738. – 1766.), vitez sv. Marka
- Ana Marija Marović (1815. – 1887.), pjesnikinja, talijansko-hrvatska redovnica i utemeljiteljica redovničke družbe
- Dragutin Radimir, (1899. – 1983.) šumarski inženjer, direktor, viši državni savjetnik, znanstveni suradnik, šumarski stručnjak
- Đuro Vjekoslava Radimir (1892. – 1977.) Vitez Sv. Grgura Velikoga, Pomorski Kapetan, dugogodišnji voditelj Pomorske Putničke agencije u Splitu, Voditelje Podružnice Bokeljske Mornarice Split, Major Bratovštine Boklejske Mornarice, povjesničar, knjževni suradnik časopisa Naše More i Pomorstvo, Publicista člancima Godišnjak Pomorskog Muzeja Kotor.
- Marko Ivanović Moro, hrv. književnik[12]